# St Ive
St Ive è un comune inglese della Cornovaglia. Deve il suo nome a Sant'Ivo, vescovo persiano del VI secolo giunto in Inghilterra per dedicarsi al romitaggio. Le sue spoglie furono trovate in un campo nel 1001 presso Slepe, nel territorio dell'Abbazia di Ramsey. La diffusione del culto del santo fece sì che anche questo comune vedesse il suo nome cambiato in sant'Ivo.